# Comuna de Konopiska
Konopiska (polaco: Gmina Konopiska) é uma gminy (comuna) na Polónia, na voivodia de Silésia e no condado de Częstochowa. A sede do condado é a cidade de Konopiska.
De acordo com os censos de 2004, a comuna tem 10 405 habitantes, com uma densidade 133,2 hab/km².

## Área
Estende-se por uma área de 78,11 km², incluindo:
- área agricola: 59%
- área florestal: 30%

## Demografia
Dados de 30 de Junho 2004:
|                      | Total   | Total | Mulheres | Mulheres | Homens  | Homens |
| -------------------- | ------- | ----- | -------- | -------- | ------- | ------ |
|                      | pessoas | %     | pessoas  | %        | pessoas | %      |
| População            | 10 405  | 100   | 5348     | 51,4     | 5057    | 48,6   |
| Densidade (pop./km²) | 133,2   | 100   | 68,5     | 68,5     | 64,7    | 64,7   |

De acordo com dados de 2002, o rendimento médio per capita ascendia a 1225,7 zł.

## Comunas vizinhas
- Blachownia, Boronów, Częstochowa, Herby, Poczesna, Starcza, Woźniki